# Althepus suhartoi
Espèce
Althepus suhartoi est une espèce d'araignées aranéomorphes de la famille des Psilodercidae.

## Distribution
Cette espèce est endémique de Sumatra en Indonésie. Elle se rencontre dans le parc national de Gunung Leuser.

## Description
Le mâle holotype mesure 3,35 mm et la femelle paratype 3,40 mm.

## Étymologie
Cette espèce est nommée en l'honneur de Suharto Djojosudharmo.

## Publication originale
- Deeleman-Reinhold, 1985 : New Althepus species from Sarawak, Sumatra and Thailand (Arachnida: Araneae: Ochyroceratidae). The Sarawak Museum journal, vol. 35, p. 115-123.